# Lovro Bračuljević
Lovro Bračuljević, magyarosan Bratsuljevich Lőrinc, Bracsulevity, Laurentius a Buda (Buda, 1685. körül – Buda, 1737. november 21.) magyarországi horvát irodalmár, ferences szerzetes.

## Életrajza
1685 körül született Budán. Filozófiát és teológiát tanult, valószínűleg Itáliában. Miután elvégezte tanulmányait, filozófiát tanított szülővárosában. Misés pappá szenteltetvén tíz évig adta elő rendtársainak a teológiát; később Bulgáriában volt hittérítő. Anyanyelvén írta műveit. Sokat foglalkozott a horvát helyesírással, annak logikátlanságával. A bunyevácokról is írt műveiben. 5 műve közül csak 2 maradt fenn a mai napig. Budán halt meg 1737. november 21-én.

## Művei
- Uzao serafinske (po naški – goruće) ljubavi, Buda, 1730.
- Dobar put putovagnia kristianskogh u rai vicsniega uxivagnia to jest vladalistca za pravo i korisno suxiti Bogu, Buda 1730.